# Olle Åkerlund
Olle Erik Cyrus Åkerlund (28 settembre 1911 – Stoccolma, 4 febbraio 1978) è stato un velista svedese.

## Palmarès

### Olimpiadi
- 1 medaglia:
  - 1 oro (Los Angeles 1932, nella classe 6 metri)